# Eric Shanteau
Eric Shanteau (n. 1 octombrie 1983, Snellville⁠(d), Georgia, SUA) este un înotător ce a reprezentat Statele Unite ale Americii, medaliat olimpic. A participat la 3 ediții ale Jocurilor Olimpice (2008, 2012, 2016) în care a câștigat două medalii de aur.